# Windsor, Kalifornien
Windsor är en stad (town) i Sonoma County, i delstaten Kalifornien, USA. Enligt United States Census Bureau har staden en folkmängd på 27 042 invånare (2011) och en landarea på 18,8 km².